# Tribus Confederades Salish i Kootenai
Els flathead, en anglès "cap pla", és el nom que rebien les tribus índies de llengües salish de Montana i Idaho, dits així a causa de no tenir el costum dels chinook d'allargar el cap dels nadons de manera que semblava que tinguessin el cap pla. Comprenia tres tribus principals: els kalispel (que es dividien en chewelah, lower kalispell i pend d'oirelle), el nom del qual vol dir "camas", arrel molt popular a la zona, Flathead i Colville. El seu nom prové de se'lic "els homes". Actualment forma la tribu reconeguda federalment Tribus Confederades Salish i Kutenai de la Nació Flathead, que aplega també kutenais.

## Localització

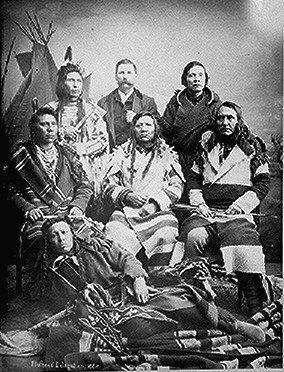
Delegació flathead a Washington, D.C. amb intèrpret, 1884

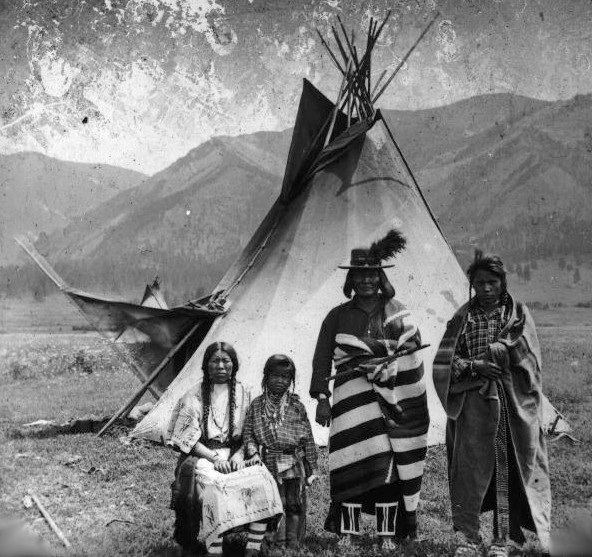
Família flathead

Ocupaven tot el territori entre Clark Forks, al riu Columbia, i les muntanyes Biterroot, als estats de Montana, Oregon i Idaho. Pel que fa als kalispel, els chewelah vivien a la vall de Colville, i els pend d'oreille a Montana. Actualment ocupen les reserves Flathead (Montana), de 5.300 km², Kalispell (Idaho) i reserva Colville (Washington).

## Demografia
Hi ha discussions sobre el seu nombre. Alguns afirma que a Montana eren 325 el 1883 i 598 el 1909. El 1960 hi havia 4.213 a Montana i 102 kalispel a Idaho. El 1980 eren uns 5.400, dels quals 2.800 vivien a la reserva Flathead. El 1990 hi havia 6.500 indis a la reserva Flathead, dels quals 1.500 eren kutenai. Segons Asher, però, eren 3.000, dels quals només 800 parlaven la llengua. Segons el cens dels EUA del 2000, la Confederated Salish and Kootenai Tribes tenia 3.464 membres purs, 39 barrejats amb altres tribus, 687 barrejats amb altres races i 13 amb altres arces i altres tribus. En total, 4.203 individus. I la Comunitat Índia Kalispel tenia 306 purs, 30 amb altres tribus, 42 amb altres races i 2 amb altres races i tribus, en total 380 individus. Segons dades de la BIA el 1995, a la reserva Flathead hi vivien 7.667 individus (6.868 al rol tribal), i a la reserva Kalispell de Washington hi vivien 170 (247 en el rol tribal)

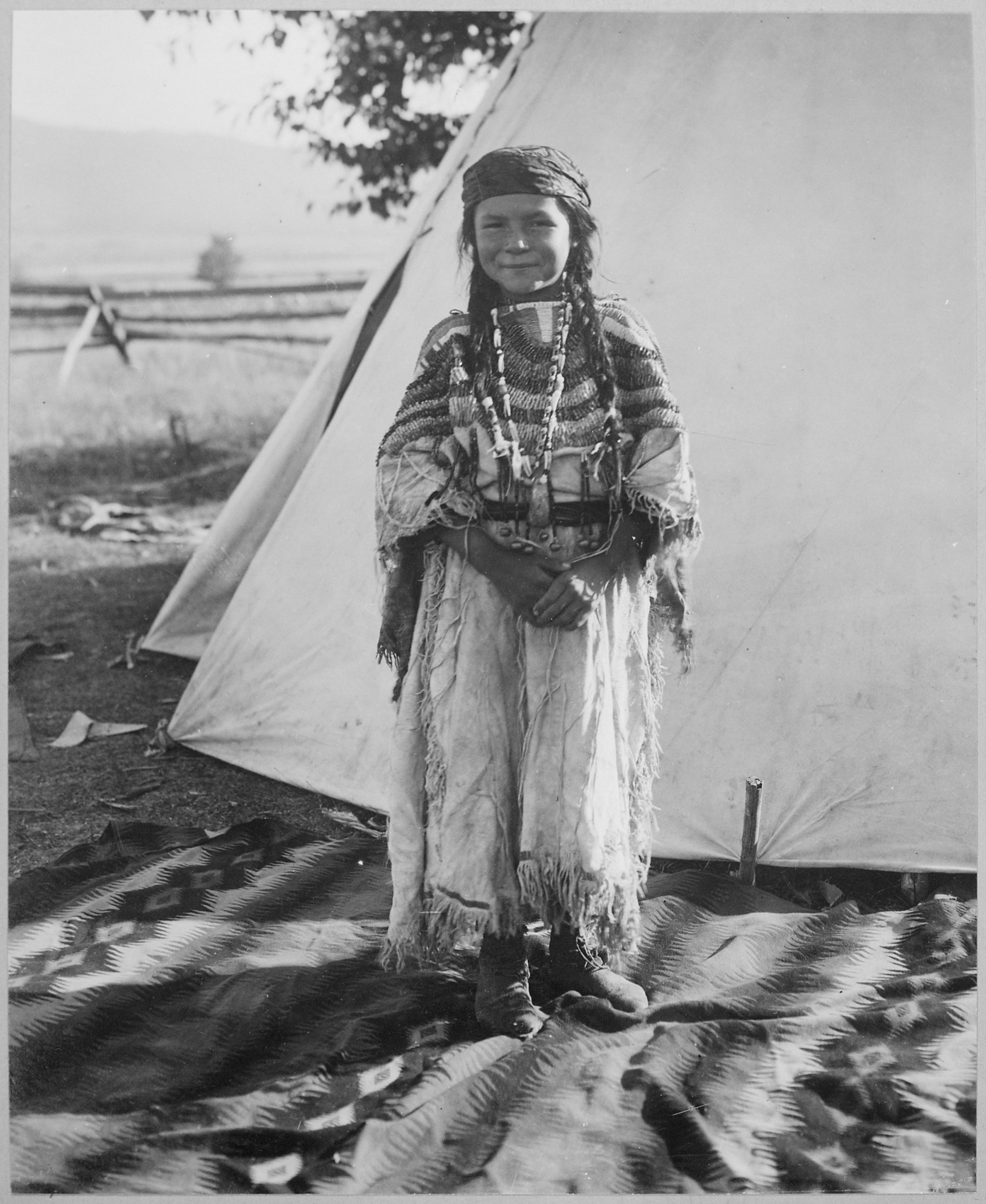
Angelic la Moose, fill d'un cap flathead, 1913

## Costums
Culturalment eren influïts per les tribus de les planures i dels planells, agafant trets culturals d'ambdues. Vivien en tendes tipi de pell de bisó o d'escorça d'arbre, en forma triangular, i també tenien cavalls, trets adoptats des del segle xviii. També adoptaren de les planures l'organització tribal, però conservaren de les tribus salish les canoes de punxa d'esturió. Endemés, els kalispell vivien en cases de forma cònica fetes en forats, i els de la part de Washington vivien en refugis coberts de matolls. Elaboraren un complex guerrer amb cabdills guerrers d'autoritat permanent per tal de lluitar contra els enemics del sud, xoixons i bannock, que feien incursions al seu territori. I la recerca de bisons al Nord els provocà amargues disputes amb els blackfoot. D'aquests també adoptaren el costum de matar i escalpar els enemics. Empraven estreps de fusta folrada de cuiro, molt vistosament guarnits. Cada any travessaven els Rocoses per a caçar bisons. La seva religió era centrada en els esperits guardians que es comunicaven amb els humans mitjançant les visions. Un esperit podia donar sort, dissort i malalties. Per això hi havia els xamans, qui interpretaven els designis dels esperits.

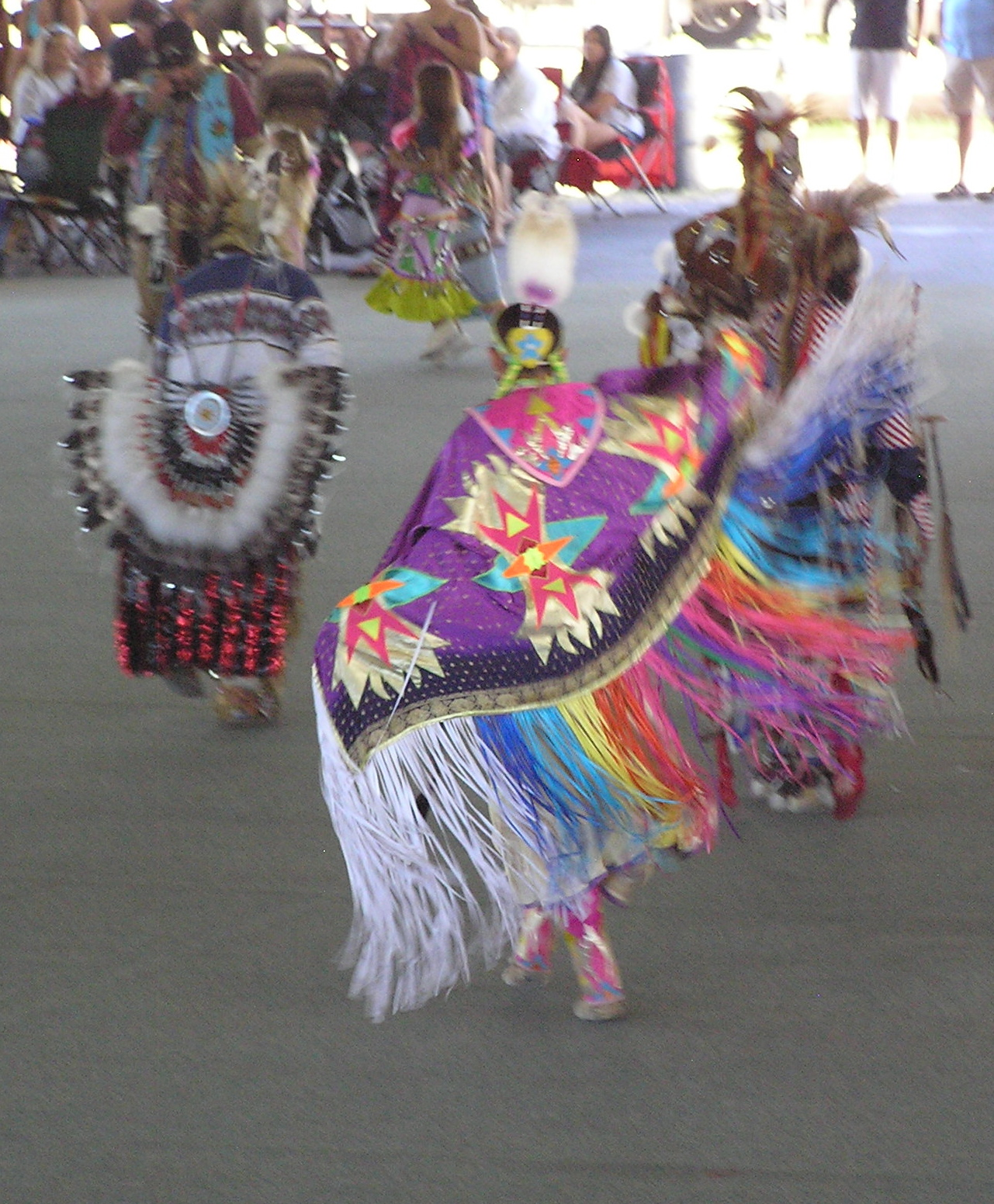
Powwow celebrat a Arlee

## Història
S'establiren en l'actual territori en el 1700 i pel 1730 van obtenir cavalls. Foren expulsats de les Rocoses pels blackfoot al voltant del 1800, i aleshores adoptaren els trets culturals de la planura. S'establiren en l'actual territori en el 1700 i pel 1730 van obtenir cavalls. Foren expulsats de les Rocoses pels blackfoot al voltant del 1800, i aleshores adoptaren els trets culturals de la planura. El 1806 foren visitats per Lewis i Clark, qui afirmaren que només eren 600. El 1809 s'establí un post de la North West Company a Clark Forks, i el 1810 foren visitats per John Jacob Astor, de l'American Fur Company. El 1821 s'hi establí un post comercial de la Hudson Bay Co i contactaren amb els nez percé. Molts d'aquests foren convertits al cristianisme pel predicador francès Pierre-Jean de Smet (1801-1873), qui els va construir la missió de St. Ignatius. El 1846 s'hi estableix Fort Connah. El 16 de juliol del 1855 els pend d'oreille i kutenai foren obligats a signar el Tractat de Hell Gate, mercè el qual es constituïa la Reserva Flathead, i el 1863 la primera escola. Però el cap dels flathead, Victor, no ho acceptà i marxà a la vall del Bitterroot. El seu fill Charlo tampoc la va acceptar el 1870, tanmateix no va ajudar la revolta dels nez percé. Nogensmenys, el seu successor Arcee signà l'acord amb els blancs el 1872 i marxà cap a la reserva. El 1882 el ferrocarril arribà a la seva reserva i gairebé s'acabà amb els bisons, i el 1891 Charlo i uns 250 individus marxaren a la reserva Flathead. El 1900 es va introduir l'agricultura a la reserva, de manera que el 1948 la lleteria era el principal recurs de la reserva. El 1926 aprovaren una constitució i la legislació actual. El 1957 intentaren aplicar-los la política de termination, però se'n salvaren mercè Mike Mansfield. L'artista Jaune Quick-to-see Smith, pintora, viu a Alburquerque i fa exposicions itinerants, fent crítica política i social. El 1994 rebutjaren 30 milions $ per la construcció de l'oleoducte de Yellowstone.

## Terres de la reserva
La reserva índia Flathead al nord-oest de Montana té una extensió d'1.3 milions d'acres (5.300 km²).
El Consell Tribal representa vuit districtes:
- Arlee
- Dixon
- Elmo
- Hot Springs
- Pablo
- Polson
- Ronan
- St. Ignatius

## Notables flathead
- Corwin Clairmont, artista i educator
- Marvin Camel, boxejador, campió WBC & IBF Cruiserweight
- Debra Magpie Earling, autor
- William D'Arcy McNickle (1904 – 1977), escriptor, activista amerindi i antropòleg
- Jaune Quick-to-see Smith, artista
- Tom "Bearhead" Swaney[2]
- Doug Allard[2]